# 倉本恵理
倉本 恵理（くらもと えり、1月28日 - ）は、日本の女性声優。以前はRMEに所属していた。現在フリー。東京都羽村市出身。趣味はゲーム、TRPG、謎解き。特技はリフレクソロジー。

## 出演作品

### 舞台
2015年
- 劇団アニマル王子第19回公演 RUN-時巡る千の祈りｰ (和歌)

2017年
- ボイス×ステージ AVA戦場に散りし十字架と塩胡椒、最後に愛と (ヨーコ)

### ゲーム
2016年
- 武装百姫 (オルガ・フェリヤ)

2017年
- 神代梦華譚 (アメノタヂカラオ)

### 洋画吹き替え
2015年
- アンダー・ザ・スキン 種の捕食 (クラブ女、雑談女)

2017年
- ラスト・ブレス (ドゥグカン恋人、キャスター、妻)

### youtube
2020年
- 「喫茶とあぷぐ [2] - 」(レギュラー出演)